# Philodromus harrietae
Philodromus harrietae là một loài nhện trong họ Philodromidae.
Loài này thuộc chi Philodromus. Philodromus harrietae được miêu tả năm 1969 bởi Charles Denton Dondale & Redner.